# Meden kładenec
Meden kładenec (bułg. Меден кладенец) – wieś w południowo-wschodniej Bułgarii, w obwodzie Jamboł, w gminie Tundża. Według danych Narodowego Instytutu Statystycznego, 31 grudnia 2011 roku wieś liczyła 236 mieszkańców.